# Battlefield (album)
Battlefield este cel de-al doilea album de studio al interpretei americane Jordin Sparks. Materialul a fost lansat în Statele Unite ale Americii la data de 21 iulie 2009, prin intermediul casei de discuri Jive Records.
Primul extras pe single al discului, cântecul cu același nume, a obținut clasări de top 20 în țări precum Bulgaria, Irlanda, Noua Zeelandă sau Regatul Unit.
Cea de-a doua piesă promovată de pe album este „S.O.S. (Let the Music Play)”.

## Lista cântecelor
1. „Walking on Snow”  — 3:29
2. „Battlefield” — 4:01
3. „Don't Let it Go to Your Head” — 4:10
4. „S.O.S. (Let the Music Play)” — 3:34
5. „It Takes More” — 3:35
6. „Watch You Go” — 3:52
7. „No Parade” — 3:31
8. „Let It Rain” — 4:00
9. „Emergency (911)” — 3:51
10. „Was I the Only One” — 3:21
11. „Faith” — 3:22
12. „The Cure” — 4:17

Cântec bonus distribuit prin iTunes
- „Vertigo”

Cântece bonus pentru ediția distribuită în Australia și Regatul Unit
1. „Tattoo” — 3:54
2. „One Step at a Time” — 3:26

Cântece bonus pentru ediția distribuită în Japonia
1. „Tattoo”  — 3:54
2. „One Step at a Time”  — 3:26
3. „Landmines”

### Ediția specială
Cântece bonus:
1. „Papercut” — 3:37
2. „Postcard”  — 4:02

Conținutul DVD-ului bonus
1. Alături de Jordin Sparks — 11:39
2. Battlefield: În culise — 9:27
3. Ședință foto Battlefield — 6:57
4. Videoclipul cântecului Battlefield — 4:00

## Clasamente
| Clasament                | Poziția maximă | Referință |
| ------------------------ | -------------- | --------- |
| Australia Albums Chart   | 34             | [ 4 ]     |
| Ireland Albums Chart     | 17             | [ 4 ]     |
| New Zeeland Albums Chart | 17             | [ 4 ]     |
| Swiss Albums Chart       | 52             | [ 4 ]     |
| UK Albums Chart          | 11             | [ 4 ]     |
| U.S. Billboard 200       | 7              | [ 5 ]     |